# Культура Хорватії

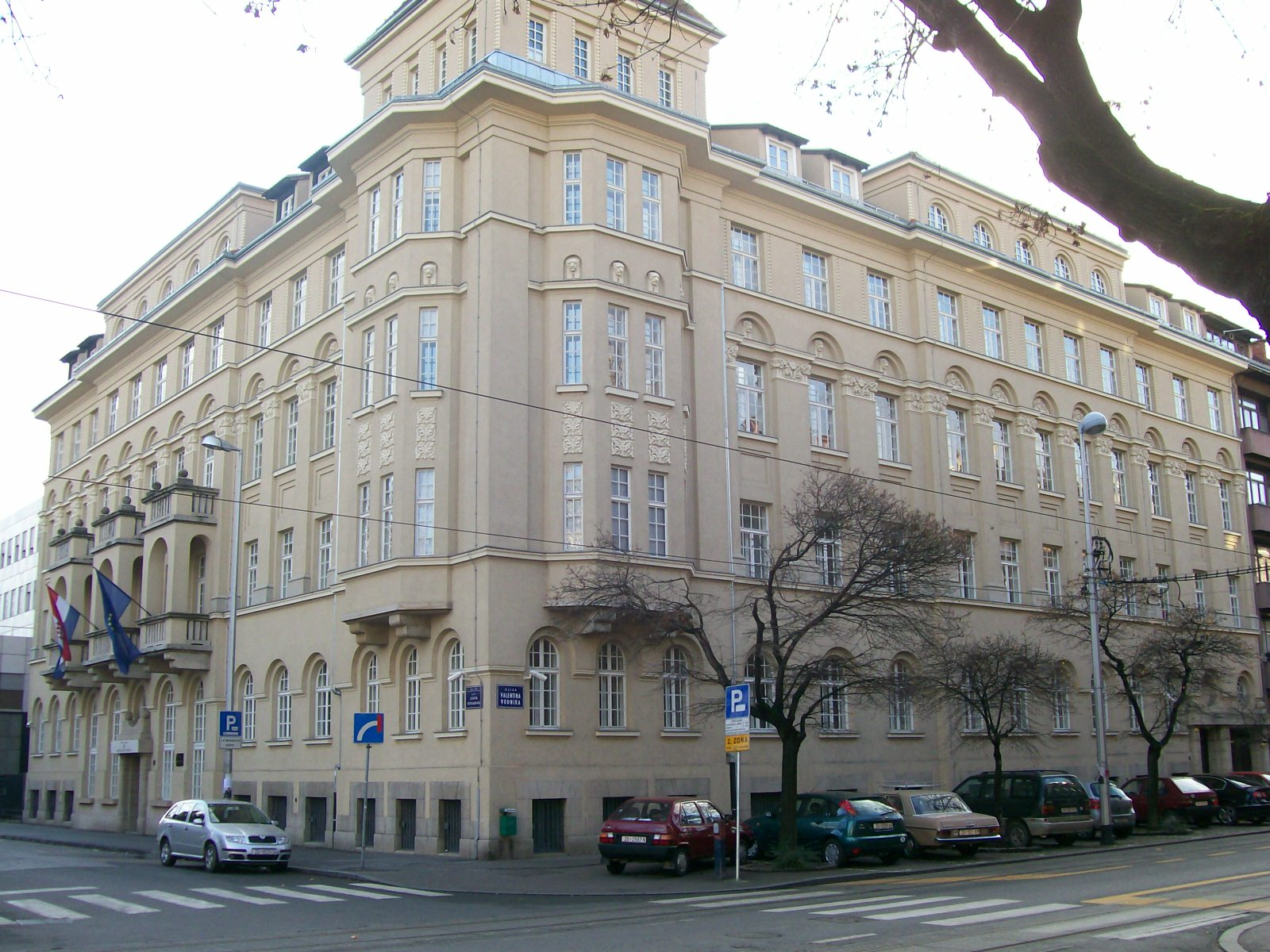
Будинок міністерства культури Хорватії

Культура Хорватії має глибоке історичне коріння: хорвати населяють ці території близько 14 століть, проте важливі пам'ятки попередніх епох збереглись до сьогодні.
Завдяки своєму географічному положенню, Хорватія репрезентує суміш чотирьох різних типів культур. Вона була на роздоріжжі впливу західної і східної культури (з часів поділу Римської імперії на Західну і Східну), а також Центральної Європи і Середземномор'я. Зароджений у 19 столітті іллірійський рух був найбільш значущим періодом національного і культурного піднесення. 19 століття мало вирішальне значення у становленні хорватської мови, безпрецедентного розквіту усіх галузей культури і мистецтва, появі багатьох нових історичних постатей. Хорватія збагатила світову культуру. Ця країна займає місце в історії одягу як батьківщина краватки.

## Стародавня спадщина
До найдавніших пам'яток епохи палеоліту належать прості кам'яні та кістяні предмети.